# Van Galen (Schiff, 1942)
Der niederländische Zerstörer Van Galen (Kennung: G84) war ein Zerstörer der britischen N-Klasse. Der Zerstörer sollte ursprünglich den Namen Noble erhalten und wurde im März 1941 mit seinem Schwesterschiff Nonpareil vor dem Stapellauf von der Royal Navy die niederländische Koninklijke Marine verkauft und im Februar 1942 als Van Galen in Dienst gestellt. Er wurde im Zweiten Weltkrieg der „7th Destroyer Flotilla“ bei der britischen Eastern Fleet zugeteilt, der auch vier an die Royal Australian Navy verliehene Schwesterschiffe unterstellt waren.
Im November 1944 kehrte der Zerstörer für eine Werftüberholung nach Großbritannien zurück und blieb unter britischem Oberbefehl in der „8th Destroyer Flotilla“ bis August 1945. Er wurde in dieser Zeit auf einer britischen Werft schon für einen künftigen Einsatz in Niederländisch-Indien vorbereitet, zu dem der Zerstörer im August 1945 die Niederlande verließ. Unterbrochen von einer mehrmonatigen Rückkehr 1947 wurde die Van Galen bis zum Dezember 1949 zur Wiederherstellung der Vorkriegssituation in den indonesischen Gewässern eingesetzt. Von März 1951 bis zum Juni 1952 folgte ein weiterer Auslandseinsatz als die Van Galen unter dem Kommando der Vereinten Nationen vor Korea eingesetzt wurde. Im Oktober 1956 wurde der Zerstörer außer Dienst gestellt und am 8. Februar 1957 zum Abbruch nach Hendrik-Ido-Ambacht verkauft.

## Geschichte

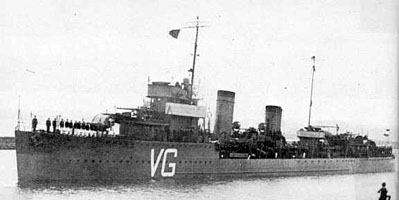
Die Van Galen der Admiralen-Klasse

Die spätere Van Galen wurde am 15. April 1939 mit weiteren sieben Einheiten der N-Klasse bestellt und sollte den Namen Noble erhalten. Die Schiffe waren nur geringfügig veränderte Nachbauten der 1937 bestellten J- und K-Klasse. Auftragnehmer für je zwei Neubauten waren vier Werften, die auch zwei Einheiten der Bestellung 1937 gebaut hatten, die sich 1939 in der Ablieferung befanden. Die Noble wurde bei Denny Brothers in Dumbarton am 10. Juli 1939 mit der Baunummer 1345 als erstes Schiff der N-Klasse auf Kiel gelegt. In der zweiten Hälfte des Jahres 1940 begannen die Planungen der Royal Navy auch Zerstörerneubauten an alliierte Marinen abzugeben. Dazu gehörten dann alle acht Einheiten der N-Klasse; der erste Zerstörer ging an die polnische Marine (Piorun ex Nerissa), fünf erhielt die Royal Australian Navy und zwei sollte die niederländische Marine erhalten. Erste Planungen sahen die beiden bei Thornycroft im Bau befindlichen Zerstörer Norman und Norseman vor. Ein schwerer deutscher Bombenangriff auf die Bauwerft am Solent im Dezember 1940 ließ deren Fertigstellung in weite Ferne rücken, so dass dann die Neubauten bei Denny für die Niederlande fertiggestellt wurden. Abweichend von den Abgaben an Polen und Australien wurden die Zerstörer für die Niederlande nicht verliehen, sondern 1941 endgültig verkauft. Vermutlich ist der als Noble geplante Neubau schon als Van Galen am 17. April 1941 vom Stapel gelaufen. Am 11. Februar 1942 wurde der als sechstes Schiff der N-Klasse fertiggestellte Zerstörer von der niederländischen Marine in Dienst gestellt. Das auf derselben Werft fertiggestellte Schwesterschiff Tjerk Hiddes folgte Ende Mai 1942. Der Name wurde von dem 1929 fertiggestellten Zerstörer Van Galen übernommen, der sich nach Kämpfen mit der deutschen Luftwaffe am 10. Mai 1940 selbst versenkt hatte. Namensgeber war der Admiral Johan van Galen (1604–1653).

### Einsätze
Die Einfahrphase verbrachte die Van Galen bei der Home Fleet in Scapa Flow. Am 15. April 1942 wurde der Zerstörer mit dem Geleitzerstörer Tetcott der Hunt-Klasse dem Truppengeleit WS 18 nach Freetown zugeteilt, zu dessen Langstreckensicherung (ocean escort) noch die Kreuzer Frobisher und Uganda gehörten. Zum Geleitzug mit Truppen und Ausrüstung für den Mittleren Osten und Indien gehörten 21 Transporter und das Zerstörer-Depotschiff Hecla. Im Atlantik verließ die Van Galen vom 20. bis 29. April den Konvoi, um auf den Azoren aufzutanken. In Freetown verließ der Zerstörer endgültig das Geleit, um über Simon’s Town und Durban nach Kilindini Harbour weiterzulaufen, wo der Zerstörer der „7th Destroyer Flotilla“ bei der Eastern Fleet unterstellt wurde. In der Flottille taten schon die australischen Schwesterschiffe Napier, Nizam und Norman Dienst. Der Zerstörer sicherte in der Folgezeit Verbände und Handelsschiffe im Bereich der Eastern Fleet.
Ab dem 10. September 1942 gehörte er zu den Einheiten, die den Abschluss der Besetzung Madagaskars durch die Landung einer Infanteriebrigade bei Majunga unterstützten. Neben ihr wurden u. a. auch das inzwischen auch im Indischen Ozean eingetroffene Schwesterschiff Tjerk Hiddes sowie ihre australischen Schwesterschiffe Napier, Nizam und Norman eingesetzt.

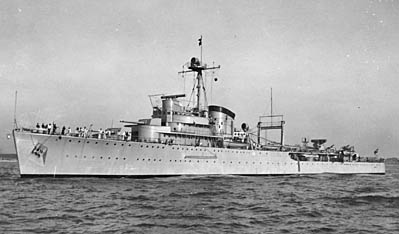
Die Tromp

Der Zerstörer verlegte im Oktober 1942 zusammen mit dem Schwesterschiff Tjerk Hiddes und dem niederländischen Kreuzer Tromp nach Fremantle. Mit dieser Verlegung nach Westaustralien verließen die niederländischen Schiffe den Bereich der Eastern Fleet und kamen zum amerikanisch geführten Pazifikbereich. Zu dem in Fremantle stationierten Verband traten später noch der alte australische Kreuzer Adelaide und die Jacob van Heemskerck, das Schwesterschiff der Tromp. Der Verband sicherte den australischen Küstenverkehr.

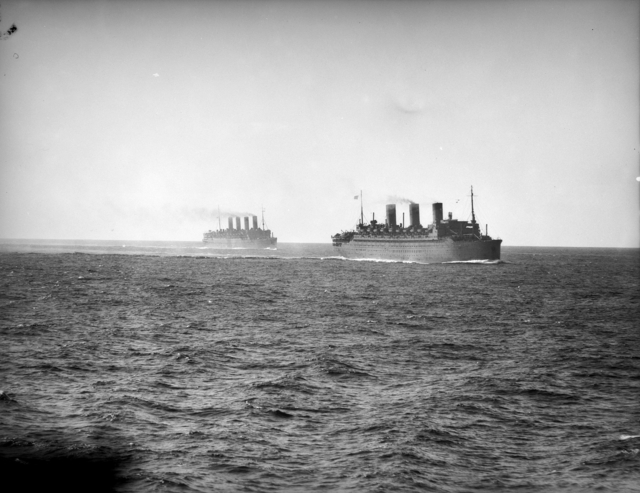
Île-De-France und Aquitania während der Operation Pamphlet

Die wichtigste Aufgabe war im Februar 1943 die Sicherung des Konvois „Pamphlet“ mit der Rückkehr 30.000 Mann der 9. australischen Division aus Sues nach Melbourne und Sydney. Die niederländischen Schiffe sicherten den Konvoi mit den Truppentransportern Queen Mary (80.774 BRT), Aquitania (45.647 BRT), Île de France (42.050 BRT), Niew Amsterdam (36.287 BRT) und dem Hilfskreuzer Queen of Bermuda (22.575 BRT) auf dem Abschnitt entlang der australischen Küste zwischen Fremantle und Melbourne.
Erst im Januar 1944 kehrten die Van Galen mit dem Schwesterschiff Tjerk Hiddes sowie der Tromp wieder in den Bereich der Eastern Fleet zurück. Ende März 1944 nahm die British Eastern Fleet mit ihren schweren Einheiten und zehn Zerstörern, darunter Van Galen und Tjerk Hiddes, südwestlich der Kokosinseln eine US-Task Group mit dem Träger Saratoga und drei Zerstörern auf, die mit den Briten offensive Aktionen durchführen sollte. Die Van Galen nahm dann an den Raids der Flugzeugträger Illustrious und Saratoga Mitte April gegen japanische Einrichtungen auf der Insel Sabang und Mitte Mai gegen Surabaya (Operation Transom) in der Deckungsgruppe um die Schlachtschiffe Queen Elizabeth, Valiant sowie der französischen Richelieu teil. Nach allgemeinen Sicherungsaufgaben beschoss der Zerstörer am 17. Oktober 1944 japanische Stellungen auf den Nikobaren zusammen mit den Schweren Kreuzer London und dem australischen Zerstörer Norman.
Im November 1944 marschierten die beiden niederländischen Zerstörer Van Galen und Tjerk Hiddes nach Großbritannien zu Grundüberholungen. Die Van Galen wurde in Plymouth überholt und wie ihr Schwesterschiff vorübergehend der „8th Destroyer Flottilla“ zugeteilt. Von Februar bis Juni 1945 erfolgten weitere Modernisierungen bei Thornycroft für einen künftigen Einsatz in Südostasien.

### Nachkriegseinsätze derVan Galen

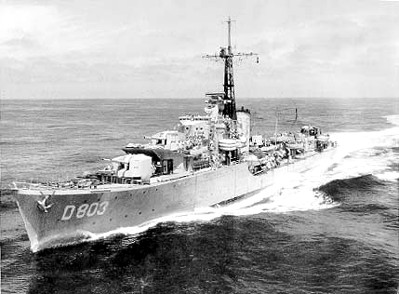
Die Van Galen

Im August 1945 kam der Zerstörer wieder unter nationalen Oberbefehl. Am 23. August 1945 verließ die Van Galen die Niederlande nach Niederländisch-Ostindien, wo sie zur Wiederherstellung der Kolonialordnung in zurückeroberten niederländischen Gebiet eingesetzt wurde. Anfang 1947 kehrte der Zerstörer in die Niederlande für größere Reparaturen zurück, um ab November 1947 erneut im alten Kolonialgebiet eingesetzt zu werden. Nachdem Indonesien im Dezember 1949 unabhängig wurde, kehrte die Van Galen in die Niederlande zurück. Ab März 1951 ersetzte das Schiff den Zerstörer Evertsen vor Korea. Am 21. Juni 1952 kehrte die Van Galen von diesem UN-Einsatz nach Den Helder zurück. Seit 1953 in der Reserv,e wurde der Zerstörer im Oktober 1956 endgültig außer Dienst gestellt. Am 8. Februar 1957 wurde das Schiff zum Abbruch nach Hendrik-Ido-Ambacht verkauft.